# College Station (Texas)

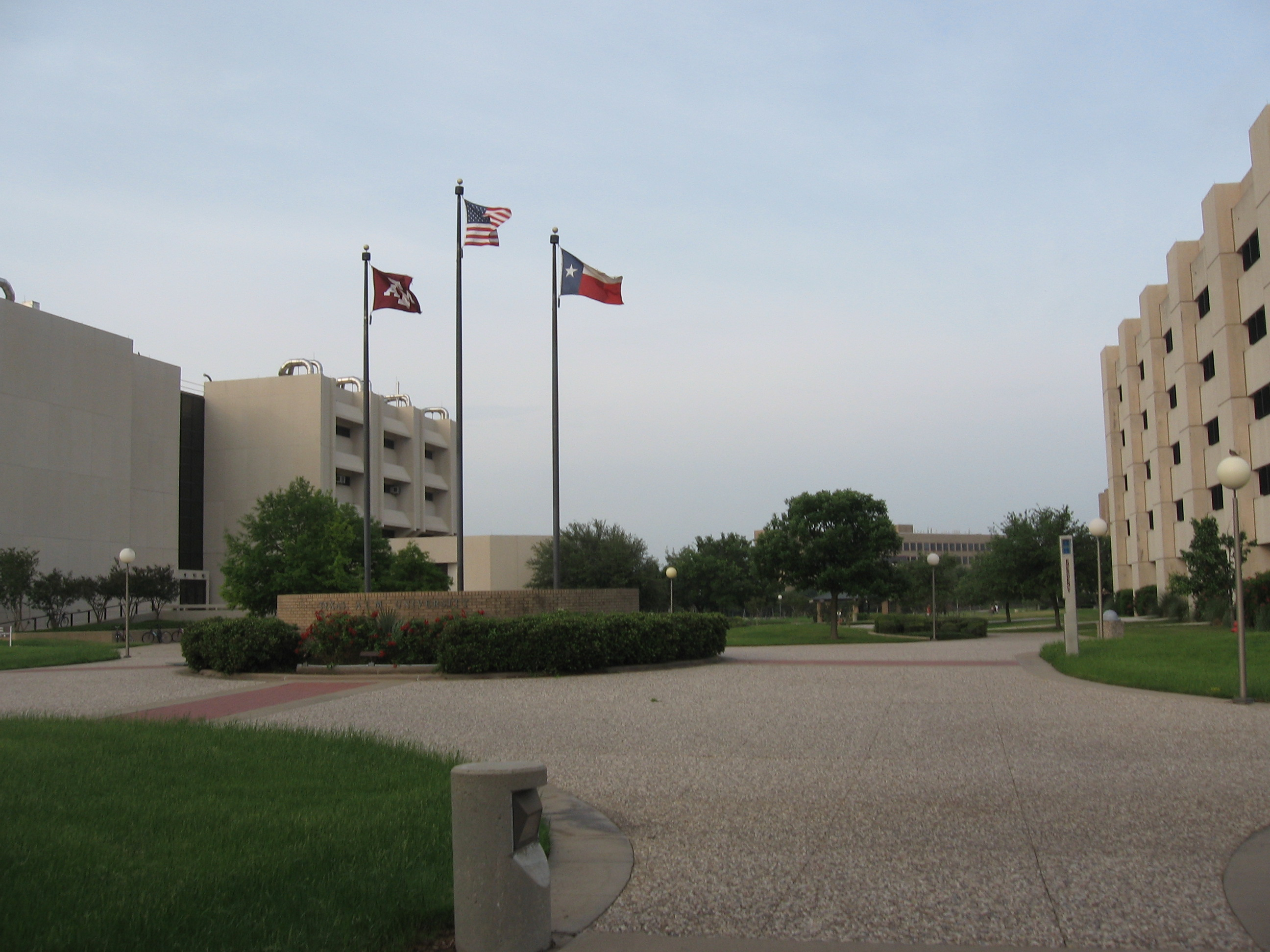
West-campus van de Texas A&M University

College Station is een plaats (city) in de Amerikaanse staat Texas, en valt bestuurlijk gezien onder Brazos County. In de stad, die de bijnaam Aggieland heeft, is de belangrijkste campus van de Texas A&M University gevestigd, evenals enkele gerenommeerde onderzoeksinstituten. Het George Bush Presidential Library bevindt zich op de universiteitscampus.

## Demografie
Bij de volkstelling in 2000 werd het aantal inwoners vastgesteld op 67.890.
In 2006 is het aantal inwoners door het United States Census Bureau geschat op 74.125, een stijging van 6235 (9.2%).

## Geografie
Volgens het United States Census Bureau beslaat de plaats een oppervlakte van
104,4 km², waarvan 104,3 km² land en 0,1 km² water.

## Plaatsen in de nabije omgeving
De onderstaande figuur toont nabijgelegen plaatsen in een straal van 32 km rond College Station.

## Stedenband
- Greifswald, Duitsland
- Kazan, Rusland
- Zuazua, Mexico

## Geboren
- Brek Shea (28 februari 1990), voetballer
- Rico Rodriguez II (31 juli 1998), acteur
- Ian Ousley (28 maart 2002), acteur